# Južnoameriška siva lisica
Južnoameriška siva lisica (znanstveno ime Lycalopex griseus), znana tudi kot patagonska lisica, chilla ali sivi zorro, je vrsta rodu južnoameriških lisic (Lycalopex). Je endemit južnega dela Južne Amerike.
IUCN ocenjuje, da je celotna populacija vrste stabilna, tudi zaradi velikega območja razširjenosti, in jo uvršča med najmanj ogrožene. Vendar je pravno zaščitena v argentinskih provincah Mendoza, Entre Rios, Catamarca in San Luis, tako kot populacija v Čilu, z izjemo Tierra del Fuego.

## Opis
Južnoameriška siva lisica je majhen lisici podoben pripadnik družine psov (Canidae), težak od 2,5 do 5,45 kilograma in dolg od 65 do 110 centimetrov, vključno z repom od 20 do 43 cm. Glava je rdeče-rjava, z belimi lisami. Ušesa so velika, na bradi je izrazita črna lisa. Kožuh je tigrast, z zaščitnimi dlačicami in kratko, gosto bledo podlanko. Spodnji del je bledo siv. Okončine so sivkaste, stegna pa prekriža temna prečka. Dolg, košat rep ima temno hrbtno črto in temen vrh s svetlejšo, lisasto spodnjo stran.

## Območje in življenjski prostor
Južnoameriška siva lisica živi v južnem stožcu Južne Amerike, zlasti v Argentini in Čilu. Njeno območje obsega območje na obeh straneh Andov med vzporednikoma 17 ° J (najsevernejši Čile) in 54 ° J (Ognjena zemlja).
V Argentini ta vrsta naseljuje zahodno semiaridno območje države, od andskih ostrogov (približno 69 º Z) do poldnevnika 66 ºZ. Južno od Río Grande se razširjenost lisice širi do atlantske obale. V Čilu je prisotna po vsej državi. Omenjena je bila njena prisotnost v Peruju; do danes pa za to ni bilo nobene potrditve. Južnoameriška siva lisica je bila na Falklandske otoke vnesena v poznih 1920-ih in je še vedno prisotna v precej velikem številu na otokih Beaver in Weddell ter več manjših otokih.
Južnoameriška siva lisica se pojavlja v različnih habitatih, od toplega, sušnega grmišča argentinskih višavij in hladne sušne patagonske stepe do gozdov najjužnejšega Čila.
Podnebne razmere na območju razširjenosti so zelo različne, kot v puščavi Atacama v Čilu, z manj kot 2 mm dežja na leto in povprečno letno temperaturo 22 ° C, pa tudi v vlažnih, južnih deževnih gozdovih z 2000 mm padavin (povprečna letna temperatura 12 ° C, pa tudi v odprtih, suhih pokrajinah, kot so stepe, pampe in ne preveč suho grmičevje (matorral), pojavlja pa se tudi v gozdovih in na Ognjeni zemlji, kjer je povprečna letna temperatura približno 7 ° C. Pogosto jo najdemo na nižjih nadmorskih višinah kot andski šakal (Lycalopex culpaeus). Vendar so osebke že opazili na nadmorski višini 4000 metrov.

## Prehrana
Prehrana se razlikuje v različnih delih območja in v različnih letnih časih. Sestavljena je predvsem iz sesalcev, ptic, členonožcev, ptičjih jajc, plazilcev, sadja in mrhovine. Zdi se, da so glavni plen majhni sesalci, zlasti glodavci. Uživano sadje vključuje Cryptocarya alba, Lithraea caustica in Prosopanche spp.
Obnašanje pri iskanju hrane je odvisno od plena ali vrste rastline. Običajno živali lovijo same, včasih pa so opazili 4 do 5 osebkov, ki lovijo skupaj. Tu je bilo verjetno nekaj staršev s skoraj povsem odraslim potomstvom. Lov večinoma poteka ponoči, če pa je plen aktiven podnevi, se lisica prilagodi.

## Razmnoževanje
Južnoameriška siva lisica se pari praviloma avgusta in septembra. Po obdobju brejosti dveh mesecev (od 53 do 58 dni) se v brlogu, naravni votlini v zemlji ali umetnem objektu, skotijo dva do štirje mladiči. Prve tri do štiri dni po rojstvu samica ostane v brlogu in od samec skrbi za hrano. Potem za mladiče enako skrbita oba spola. Po približno enem mesecu se potomci odpravijo na kratka potovanja, po petih do šestih mesecih pa starši odidejo.
Predpostavlja se, da oba spola postaneta spolno zrela pri starosti približno enega leta. Samci in samice običajno tvorijo monogamne pare, ki se redko srečajo zunaj sezone parjenja. Včasih druga samica pomaga pri vzreji mladičev in le redko se kakšen samček pari z dvema samicama. Običajno imajo pari ozemlja od 0,2 do 2,9 km², ki jih branijo pred drugimi vrstami.
dejansko nimajo naravnih sovražnikov; le v posameznih primerih so bili pobiti primerki pum in andskih šakalovJužnoameriška siva dejansko nimajo naravnih sovražnikov; le v posameznih primerih so jih pobile pume in andski šakali.

## Interakcija z okoljem

### Urbano okolje
Južnoameriška siva lisica je večinoma samotna žival, ki jo že dolgo lovijo zaradi kože. Do 1980-ih so vrsto lovili kot kožuharja. Starejša poročila se nanašajo na 700.000 do 1.200.000 lisic, ki so se med letoma 1976 in 1979 prodajale po približno 39 dolarjev. Vendar ni jasno ali so bile te informacije pretirane ali pa so bili vključeni tudi drugi južnoameriški divji psi. Do leta 1986 se je izvoz zmanjšal na približno 100.000 do 300.000 kož na leto, večina pa jih je prišla v Nemčijo. Okoli leta 1990 je bilo izvoženih približno 33.000 kož. Po tem se je ulov ponovno povečal zaradi povečanega povpraševanja iz Rusije.
Lisice se včasih približajo človeškim bivališčem, da bi poiskale hrano, kot so piščanci in ovce, vendar se navadno izogibajo območjem, ki jih obiskujejo psi. Kmetje jo streljajo ali ulovijo. Koristne so v vlogi lovilcev mrhovine in razširjevalcev semen sadja, ki ga jedo.

### Podeželje
Tam, kjer se njihov obseg prekriva, južnoameriška siva lisica tekmuje z večjo lisico. Prva zaužije večji delež glodavcev, členonožci pa predstavljajo pomemben del njene prehrane, medtem ko andska lisica po navadi uživa večji plen, vključno s tujerodnim poljskim zajcem, ki je bil vnesen v Čile. Ta plen je razdeljen med ti dve vrsti, pri čemer je siva lisica z najboljših območij plena andske lisice izključena.

## Zunanje povezvae
- Pseudalopex griseus
- Funes, M. C., Novaro, A. J., Monsalvo, O. B., Pailacura, O., Sánchez Aldao, G., Pessino, M., Dosio, R., Chehébar, C., Ramilo, E., Bellati, J., Puig, S., Videla, F., Oporto, N., González del Solar, R., Castillo, E., García, E., Loekemeyer, N., Bugnest, F. y Mateazzi, G. 2006. El manejo de los zorros en la Argentina. Compatibilizando las interacciones entre la ganadería, la caza comercial y la conservación. In Bolkovik, M. L. & Ramadori, D. (eds.), Manejo de fauna silvestre en la Argentina. Programas de uso sustentable. Buenos Aires, Dirección de Fauna Silvestre. Capítulo 12. (Disponible en https://web.archive.org/web/20110927122325/http://www.canids.org/species/Funes%20et%20al%202006%20Manejo%20de%20zorros%20en%20Argentina.pdf)
- https://web.archive.org/web/20170913135548/http://wwvideo.tv/ (video, ''Pseudalopex griseus'' y animales de Chile)
- http://www.arthurgrosset.com/mammals/greyzorro.html (Fotografías)
- https://web.archive.org/web/20061011055842/http://www.canids.org/species/Pseudalopex_griseus.htm (Información -- sitio del Grupo de Especialistas en Cánidos de la Unión Mundial para la Conservación de la Naturaleza -- y una fotografía)